# Gallipoli, Apulien
Gallipoli är en stad och kommun i provinsen Lecce i regionen Apulien i Italien. Kommunen hade 20 545 invånare (2017).. Den ligger vid Joniska havet, på Salentohalvöns västkust. Staden Gallipoli är indelad i två delar, nya och gamla stan. I den nyare delen finns alla nya byggnader, inklusive en skyskrapa. Gamla stan, å sin sida, ligger på en kalkstensö, sammanbunden med fastlandet genom en bro byggd på 1500-talet.

## Transport
De närmaste flygplatserna är Brindisi (88 km) och Bari (200 km). Gallipoli nås från båda via en modern motorväg, riksväg 101. Tåg går från Lecce på Ferrovie del Sud-Est-linjen. Gallipoli kan också ståta med en nybyggd hamn för privata båtar.

## Kultur
Gallipoli är också känd som "Joniens pärla". Bland dess viktigaste monument återfinns angioiniska slottet, S:t Agatha-katedralen och den grekiska fontänen.

## Ekonomi

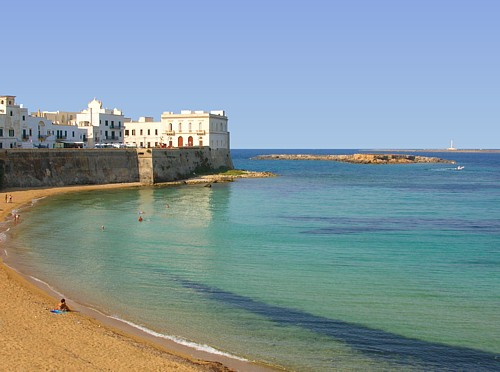
"La Puritate"-stranden.

I gamla tider baserades Gallipolis ekonomi på den internationella vin- och oljehandeln. Nuförtiden är dess viktigaste aktiviteter fiske och turism.
Turismen blomstrar året runt, tack vare det milda klimatet och maten. Det förekommer också ett otal firanden (profana och religiösa) och bland dessa bör särskilt omnämnas karnevalen, påskparaderna, Sant'Agata, Premio Barocco och schacktävlingen. Viktiga är Santa Cristina-festligheterna i juli, då staden i tre dagar bokstavligt talat exploderar av marknadsstånd, ljusspel, fyrverkerier, parader i gamla stan med mera.
Sommarsäsongen inleds i maj och slutar i oktober, då vädret nästan är oföränderligt varmt och klart. Under denna tid samlas semesterfirare i staden.

## Sport
Det lokala fotbollslaget heter Gallipoli Calcio och de vann 2005-2006 års Serie C2/C-mästerskap.